# Szentviktori Richárd
Richard de Santo Victore, magyarosan Szentviktori Richárd, O.S.A. (1110 körül  – 1173. március 10.) középkori teológus, misztikus, egyházi író.

## Élete

Richard de Santo Victore műveinek 1650-es kiadása

Richárd Skóciában született, és a párizsi Szent Viktor apátságba lépett be szerzetesként. Hugo de Sancto Victore tanítványa volt, és 1159-től szubprior, 1162-től pedig priorként állt a kolostor élén. 1173-ban hunyt el Párizsban.

## Munkássága
Richárd jelentős irodalmi munkásságot fejtett ki. Számos misztikus szellemű Biblia-magyarázatot és értekezést írt. Fő műve a Szentháromságról írt 6 könyv, amelyben a spekulatív, de ugyanakkor világos dogmatikus megközelítés érhető tetten. Teológiai gondolkodását a filozófia és a szeretet ötvöződése jellemzi. Művei a Patrologia Latina 196. kötetében szerepelnek.

## Művei magyarul
- Richardus de Sancto Victore: A szemlélődés kegyelméről avagy a nagyobb Benjamin (ford. Adamik Tamás) IN: Az égi és a földi szépről – Források a későantik és a középkori esztétika történetéhez (közreadja Redl Károly), Gondolat Könyvkiadó, Budapest, 1988, ISBN 963-281-843-1, 295–307. o.